# 戴乃迭
戴乃迭（英語：Gladys Yang，1919年1月19日—1999年11月18日），英国翻译家。

## 生平
生於北京，原名，以翻译中国文学作品而著称，其夫是著名翻译家杨宪益。她的父亲是一名传教士，来到中国後戴乃迭才出世，她从小就对中国文化产生热爱。
她幼时回到英国，在牛津大学学习中文，1940年毕业，成为中文专业第一届毕业生。她与杨宪益在牛津大学相识，婚後常住北京，致力於将中国文学作品翻译成英文，成为20世纪後半叶外文出版社的优秀翻译家。
夫妇二人在文化大革命时期入狱，1989年二人公开谴责六四事件中戒严部队的行为。他们的非当事人出版的英文自传《杨宪益传》在中国大陸被禁止公开发售。1999年，戴乃迭在北京去世，享壽80岁。

## 家庭
夫妇二人现有两个女儿在世，他们唯一的儿子1979年在英國自杀身亡。